# Trabuco Canyon
Trabuco Canyon ist ein census-designated place (CDP) im Orange County im US-Bundesstaat Kalifornien mit 1020 Einwohnern (Stand: 2020). 

## Geographie
Trabuco Canyon liegt am Westrand des Santa-Ana-Gebirges, rund zehn Kilometer nordöstlich von Mission Viejo und 30 Kilometer nordöstlich von Newport Beach. Die California State Route 241 tangiert den Ort am Nordwestrand, der Interstate-5-Highway befindet sich in einer Entfernung von etwa zehn Kilometern im Westen.
Nächstgelegener Flughafen ist der 30 Kilometer westlich gelegene John Wayne Airport.

## Geschichte

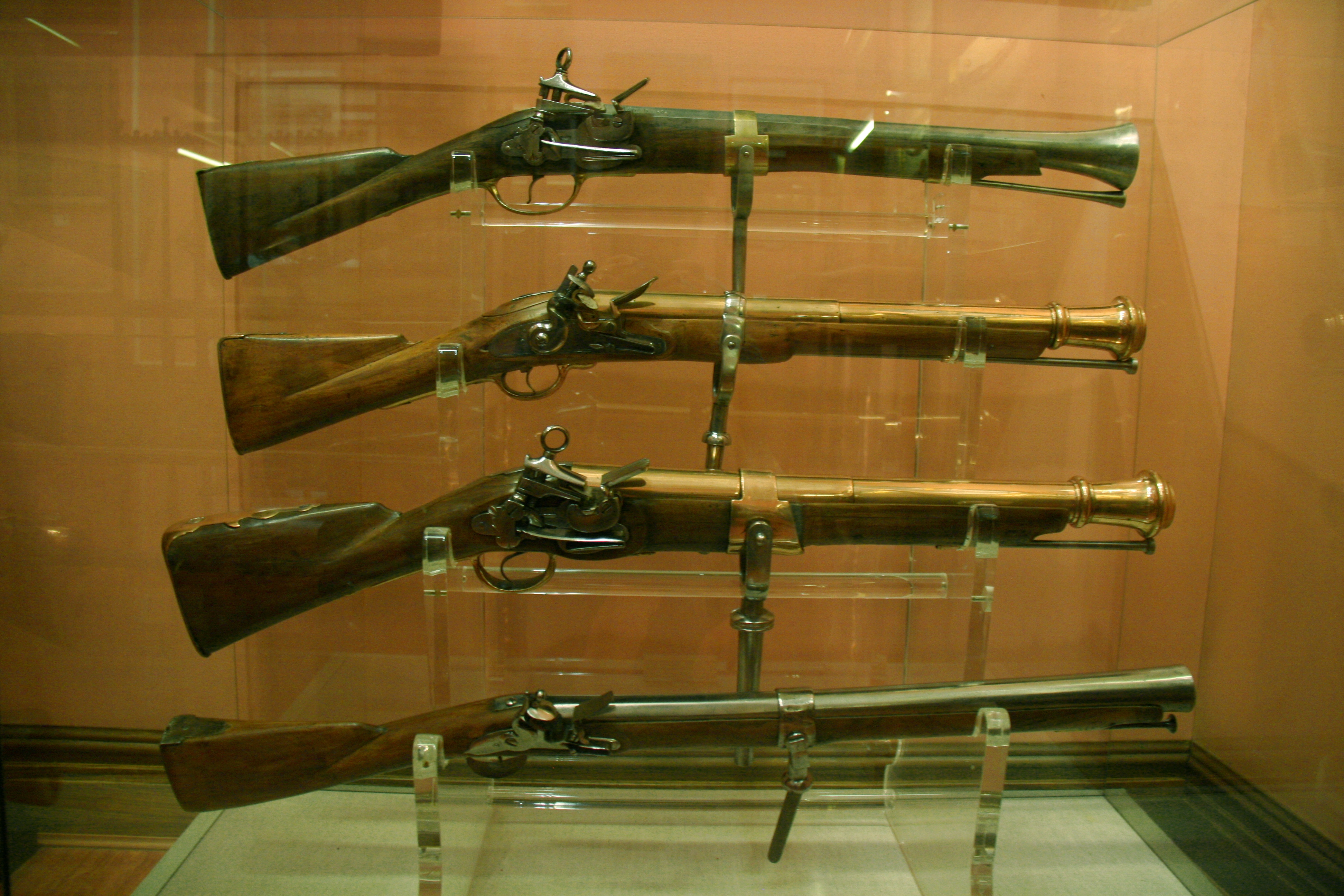
Espingolen (Trabucos)

Eine Gruppe von Soldaten unter Führung von Gaspar de Portolà erkundete im Jahr 1769 die Gegend. Einer Überlieferung zufolge rasteten die Soldaten auf einer Hochebene, wobei einer von ihnen seine wertvolle Espingole (spanisch: Trabuco) verlor. Der Ort und das Tal wurden daraufhin zur Kennzeichnung dieses Missgeschicks Trabuco Canyon genannt.
Heute ist die Gegend wegen ihrer idyllischen Lage als Altersruhesitz gefragt, aber auch Touristen nutzen die Nähe zum höchsten Berg der Umgebung, dem Santiago Peak oder zum Modjeska Peak als Ausgangspunkt für Bergtouren.

## Demografie
Im Jahr 2010 ergab sich eine Bevölkerungszahl von 32.611 Personen, was eine Steigerung von 5,9 % gegenüber 2000 bedeutete. Das Durchschnittsalter lag 2010 mit 39,2 Jahren deutlich oberhalb des Wertes von Kalifornien, der 32,1 Jahre betrug.

## Söhne und Töchter der Stadt
- Nick Roux, Schauspieler